# João Rodrigues de Sá e Melo
João Rodrigues de Sá e Mello de Menezes e Sottomayor, 1º Visconde de Anadia, e 1º Conde de Anadia (Aveiro, 11 de novembro de 1755 — Rio de Janeiro, 30 de dezembro de 1809), moço-fidalgo da Casa Real, fidalgo-escudeiro, senhor donatário da vila de Anadia, comendador de São Paulo de Maçãs, alcaide-mor de Campo Maior, foi um político português, foi Secretário de Estado dos Negócios Estrangeiros e da Guerra no reinado de D. José I.
Foi embaixador em Berlim e sócio da Academia Real das Ciências de Lisboa.
Transferiu-se com a Família Real e a Corte para o Brasil, exercendo o cargo de secretário de Estado da Marinha e Domínios Ultramarinos, posição que ocupou até sua morte. 
Em 21 de março de 1809, quando ainda Visconde, determinou a ocupação da Fortaleza de São José da Ilha das Cobras, onde ficou sediada a Brigada Real de Marinha.
Durante o período em que esteve à frente da pasta naval, ocorreu a conquista de Caiena, capital da Guiana Francesa. Em sua administração, foi criado o cargo privativo de Almirante-General da Armada e foram transplantadas para o Brasil algumas repartições navais portuguesas, tais como: o Quartel General da Marinha, a Academia Real dos Guardas-Marinha e a referida Brigada Real de Marinha.

## Dados genealógicos
Filho de Aires de Sá e Melo de Menezes e Sottomayor, Senhor da Casa de Anadia, diplomata, secretário de Estado adjunto do marquês de Pombal e secretário de Estado dos Negócios Estrangeiros e da Guerra, e de Maria Antónia de Sá Pereira de Menezes.
Casou com Maria Antónia de Carvalho Cortez de Vasconcelos, filha de Manuel António Cortês de Carvalho, fidalgo da Casa Real e senhor do Morgado de Santa Eufémia, e de Francisca de Sampaio Vasconcelos e Tovar. Não houve descendência deste casamento.
Faleceu em 30 de dezembro de 1809, sendo sepultado no Convento de Santo Antônio, na cidade do Rio de Janeiro.
Os Sá de Anadia tinham a sua principal residência no seu Palácio e quinta em Anadia, e eram proprietários do Palácio Anadia, em Lisboa, edificação que data do século XVII.